# Keti
Keti (in armeno Քեթի?) è un comune di 1 105 abitanti (2001) della provincia di Shirak in Armenia.